# Dicanica acrocentra
Dicanica acrocentra är en fjärilsart som beskrevs av Edward Meyrick 1913. Dicanica acrocentra ingår i släktet Dicanica, och familjen äkta malar. Inga underarter finns listade i Catalogue of Life.